# Roman Lewicki (prawnik)
Roman Rudolf Lewicki (ur. 12 maja?/25 maja 1912 w Kosowie, zm. 2004 w Wielkiej Brytanii) – polski prawnik, działacz emigracyjny, wykładowca w Cardinal Manning School w Londynie.

## Życiorys
W 1931 zakończył naukę i zdał egzamin dojrzałości w Gimnazjum im. Kazimierza Jagiellończyka w Kołomyi, a następnie wyjechał do Lwowa, gdzie studiował prawo na Wydziale Prawa Uniwersytetu Jana Kazimierza, należał do korporacji akademickiej K! Znicz. Po śmierci ojca w 1936 przerwał naukę i zarządzał majątkami ziemskimi w Pererowie i Zahajpolu, których właścicielem został po śmierci wujostwa. Po wkroczeniu Armii Czerwonej został skazany na karę śmierci przez rozstrzelanie, którą zamieniono na dwadzieścia pięć lat ciężkich robót. Został przetransportowany do łagru, pracował przy budowie linii kolejowej Kotłas-Workuta. Po ataku III Rzeszy na ZSRR i związanej z tym amnestii dotarł do punktu werbunkowego organizowanej przez gen. Władysława Andersa Armii Polskiej, następnie został wcielony w szeregi 2 Korpusu Polskiego, z którym przeszedł przez Bliski Wschód. W 1943 ochotniczo zgłosił się do Oddziału Specjalnego tzw. Cichociemnych, przeszedł szkolenie spadochronowe i dywersyjne, ale nie został zakwalifikowany do przerzucenia na tereny okupowanej Polski. W związku z tym powrócił w szeregi 2 Korpusu Polskiego, z którym przeszedł kampanię włoską. Po zakończeniu II wojny światowej uzyskał urlop, który pozwolił mu na kontynuację studiów na Uniwersytecie w Rzymie. Po uzyskaniu tytułu doktora prawa podjął decyzję o pozostaniu na emigracji, wyjechał do Wielkiej Brytanii, gdzie nostryfikował dyplom i podjął pracę w administracji w londyńskiej St Thomas More Roman Catholic Language College, następnie został dyrektorem departamentu „Design and Technology”. Następnie pracował w pracownik Cardinal Manning School, równocześnie działał w środowisku polonijnym, był zaangażowany w działalność Koła Cichociemnych Spadochroniarzy Armii Krajowej, Koła Lwowian, Instytutu Badania Zagadnień Krajowych, Instytutu Józefa Piłsudskiego, Rady Polskiej YMCA, Ligi Niepodległości Polski, Rady Narodowej Rzeczypospolitej Polskiej, był członkiem Polskiego Towarzystwa Naukowego na Obczyźnie. W 1980 został mianowany sekretarzem generalnym, a w 1986 podsekretarzem stanu w Ministerstwie Spraw Krajowych Rządu na Uchodźstwie w rządzie Kazimierza Sabbata i Edwarda Szczepanika, funkcję tę pełnił do 1990.

## Odznaczenia
- Krzyż Walecznych
- Srebrny Krzyż Zasługi z Mieczami
- Złoty Krzyż Zasługi
- Krzyż Kawalerski Orderu Odrodzenia Polski (2 lutego 1981)[2]
- Krzyż Oficerski Orderu Odrodzenia Polski (1989)[3]